# Hầu Quyền
 (septembre 2012).
Si vous disposez d'ouvrages ou d'articles de référence ou si vous connaissez des sites web de qualité traitant du thème abordé ici, merci de compléter l'article en donnant les références utiles à sa vérifiabilité et en les liant à la section « Notes et références ».
Le Hau Quyên est un art martial vietnamien deux fois millénaire, issu des temples bouddhistes asiatiques qui ont développé les arts martiaux au fil du temps et des époques.
Il allie techniques de coups de poing, de mains ouvertes, de pied et de coude ainsi que des techniques de saisies, de projections, de chutes et de fatalités. Il n’est pas l’invention d’un seul mais a été approfondi tout au long de sa transmission par les maîtres et les disciples qui l’ont pratiqué.
La pratique de l’art martial est organisée autour du travail des quyêns (combats « imaginaires » codifiés contre plusieurs adversaires, équivalents des katas du karaté et des taos du kung-fu). La répétition des mouvements a pour objectif de développer le « réflexe conditionné », c’est-à-dire l’aptitude au combat, ainsi que la capacité à contrôler ses gestes et son comportement en toute situation.
Cet art martial, qui est surtout « un art de la vie », demande « persévérance, discipline et assiduité », quels que soient l’âge et le sexe du pratiquant. Il développe des qualités tant physiques (endurance, souplesse, réflexe) que mentales (concentration, attention, volonté, résistance à la torture), ainsi que l’aptitude à se défendre et à se contrôler soi-même (recherche du juste milieu).

## Histoire
Il a été créé à une date inconnue mais cet art a environ deux mille ans. Il fut importé en France par le maître Tran Van Ut,. Durant un combat, il arrêta un coup de pied circulaire avec sa machoire. Il rentra alors instantanément en méditation. Ensuite, il se mit à parler une langue étrangère connue de lui seul.

## Techniques (kỹ thuật gái điếm)
Hoại tử : Coups de pied ou de poing.
Gãy xương : Clef de jambe ou de bras.
Đá trong các tinh : Coup de pied médian (ou central).
La particularité du style Hâu Quyên ne réside pas dans l'imitation de l'animal mais plutôt dans l'application de techniques de combat rapproché (le singe pèlerin devant dans la légende protéger son maître le long de ses pérégrinations.), telles que les frappes à courte distance, clés et casses ainsi que les projections. Le patrimoine technique du Hâu Quyên a été légué par maître Tran Van Ut au travers des huit Hâu Quyên qui recèlent la richesse technique de l'école et qui est un puits immense pour chaque pratiquant, s'il s'efforce de les travailler en profondeur : "il faut travailler inlassablement" comme le disait maître Tran Van Ut.[réf. nécessaire]

## Aujourd'hui
Le principe de "l'Harmonie entre force et souplesse" est le fondement du Hâu Quyên (Trung Dung Dao signifiant "la Voie du Juste Milieu"), tant dans ses techniques martiales avec les aspects de sport de combat et de techniques de défense que dans sa dimension de voie et art de vie avec ses aspects de pratiques de santé et d'activité récréative.[réf. nécessaire]
Le style Hâu Quyên s'inspire des techniques du singe cosmique, Sun Wukong.